# Proteuxoa ophiosema
Proteuxoa ophiosema là một loài bướm đêm trong họ Noctuidae.